# Флешбек (филм)
„Флешбек“ је српски филм из 2010. године. Режирао га је Александар Јанковић, а сценарио је написао Душко Премовић, који тумачи и једну од главних улога. Филм је премијерно приказан 2010. године на београдском Фесту 2010.

## Радња
Главни јунак се враћа из затвора са жељом да изгради нормалан однос са својом сада пунолетном ћерком која га добар део свога живота није ни видела. Дошавши кући сазнаје да је ћерка побегла и да га жена вара са пријатељем који се и уселио у стан. Наоружан саркастичним и горким смислом за хумор прелази преко тога и заједно са њима се упушта у потрагу за ћерком, која не жели да буде нађена.

## Улоге
| Глумац               | Улога      |
| -------------------- | ---------- |
| Душко Премовић       | Душан      |
| Бранко Видаковић     | Бане       |
| Владица Милосављевић | Винка      |
| Борис Комненић       | Санитарац  |
| Слободан Ћустић      | Таксиста   |
| Елизабета Ђоревска   | Професорка |
| Ирена Мичијевић      | Јасна      |
| Растко Јанковић      | Рале       |
| Бранко Јеринић       | Месар      |
| Павле Јеринић        | Апотекар   |